# تیراندازی ۱۴۰۱ بنیاد مستضعفان ایلام
در حادثه تیراندازی که صبح چهارشنبه، ۲۸ اردیبهشت، در سازمان اموال و املاک بنیاد مستضعفان ایلام اتفاق افتاد، حداقل چهار نفر کشته و هفت نفر زخمی شدند. فرد مهاجم که از کارکنان اخراج‌شده این اداره بود، خودکشی کرد. رسانه‌های دولتی می‌گویند این فرد کارمند اخراج‌شده بنیاد مستضعفان بوده‌است.

## واقعه
بر اساس اظهارات اولیه مقامات امنیتی ایلام، یکی از کارکنان «اخراج شده» سازمان اموال و املاک بنیاد مستضعفان در این شهر، صبح روز چهارشنبه ۲۸ اردیبهشت، پس از «گروگان گرفتن» چند نفر از همکاران سابق خود، سه نفر را کشت و خودش نیز دست به خودکشی زد.
بر اساس اعلام مرکز فوریت‌های پزشکی استان ایلام، در این حادثه چهار نفر کشته و هفت نفر زخمی شده‌اند. حال برخی مصدومان وخیم است و به اتاق عمل منتقل شده‌اند.ساختمان سازمان اموال و املاک بنیاد مستضعفان ایلام در مرکز این شهر واقع شده و کار اصلی آن فروش و مصادره املاک توقیفی است. علی محمدی رئیس کل دادگستری استان گفت: «این فرد یک نارنجک را داخل محوطه اداره اموال بنیاد مستضعفان پرتاب کرده است که این انفجار منجر به فوت سه نفر از کارمندان در محل حادثه و یک نفر در بیمارستان شده است.»